# Rik Van Puymbroeck
Rik Van Puymbroeck (1967) is een Belgisch journalist en auteur.

## Levensloop
Rik Van Puymbroeck studeerde communicatiemanagement aan de Arteveldehogeschool in Gent. Van 1991 tot 2011 werkte hij bij Het Belang van Limburg, van 2011 tot 2018 bij De Morgen en sinds 2018 bij De Tijd.
Hij is bekend vanwege zijn verhalende journalistiek. De Stichting Verhalende Journalistiek bekroonde hem in 2016, 2019 en 2021 tot 'meesterverteller', respectievelijk voor 'Toen Eddy Merckx niet meer was', 'Als De Lijn je levenslijn is', en 'Dwars door Vlaanderen en een rotjaar'.